# Tanca viva
|  | No s'ha de confondre amb bardissa. |

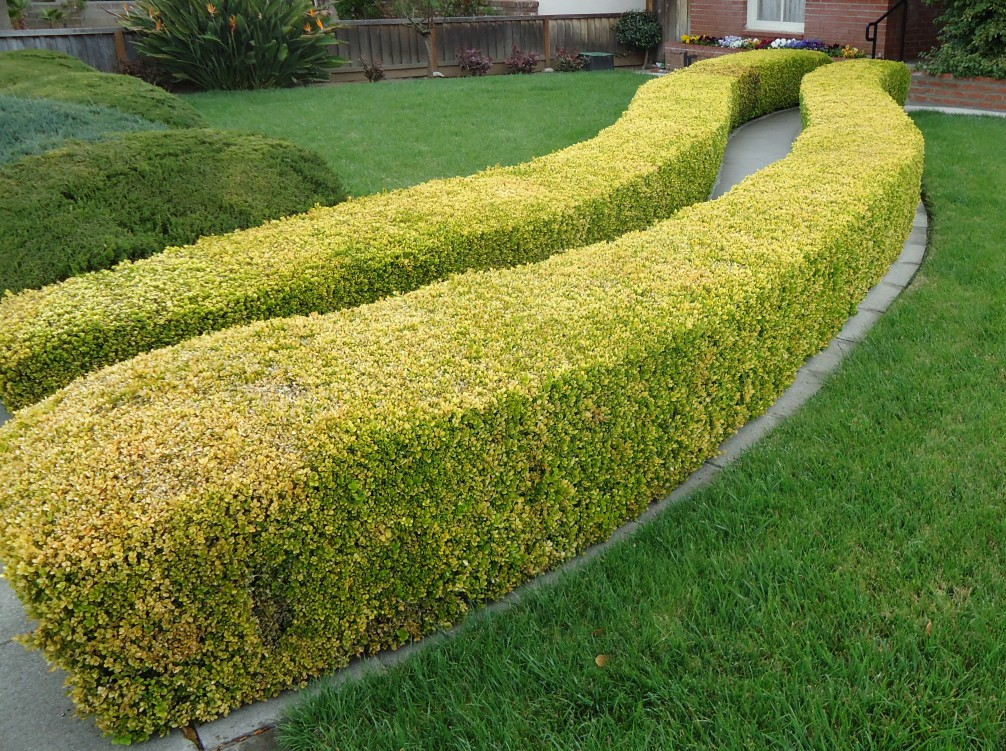
Tanca vegetal retallada de forma artificial.

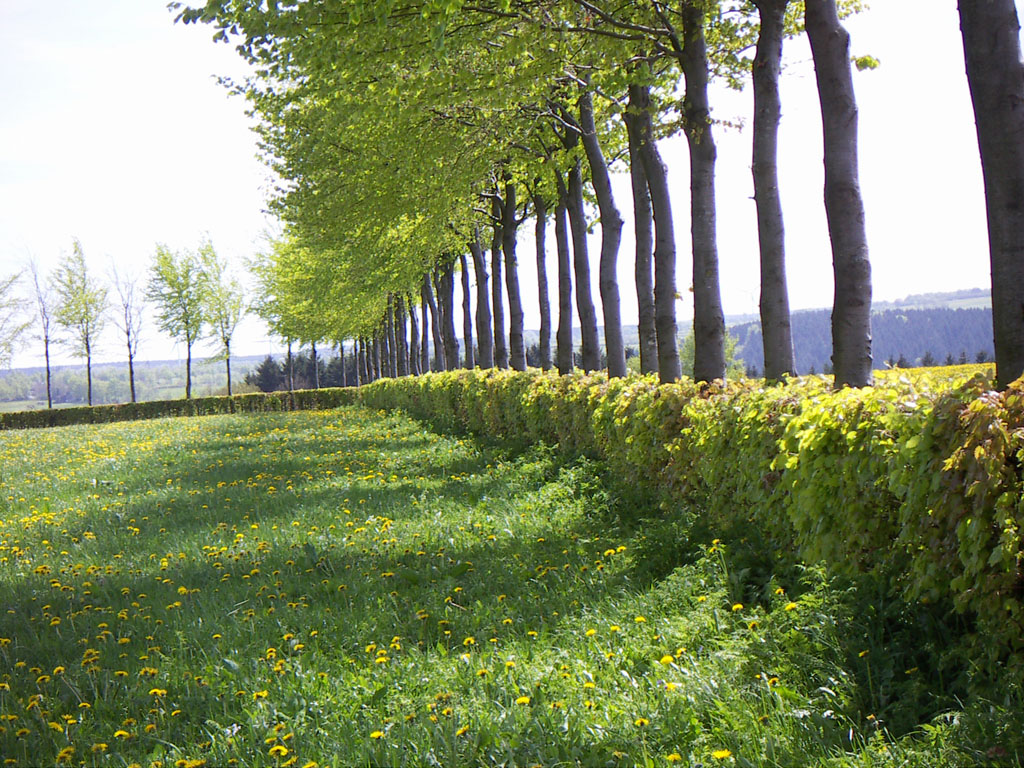
Tanca d'arbres que delimita prats i terrenys de cultiu.

Una tanca vegetal, tanca viva o tanca de bardissa és una delimitació d'arbusts o arbres generalment establerts i mantinguts per formar una tanca o barrera. Les tanques generalment estan disposades en límits de parcel·la per a garantir la separació de les propietats o la protecció contra la intrusió.
En el paisatge rural dels camps, compost de prades envoltades de tanques, aquests garanteixen una funció de frontera i de retenció de les aigües de vessament. La tanca vegetal és menys comuna a les regions molt àrides i en les subjectes als climes oceànics on la vegetació té dificultats per a desenvolupar-se; en aquests casos, se substitueixen per murs de pedra o per filats.
La tanca "natural" és el que dona la preferència a les espècies locals i és una alternativa a les plantacions uniformes de thuges, o de llorers, massa sensibles a les malalties i la sequera.

## Origen
Les tanques vegetals es van introduir a Europa a partir de l'Edat mitjana. Van permetre als camperols apropiar-se de nou de les zones enselvadas, mentre que els senyors havien confiscat l'accés als boscos. Les tanques proporcionaven la fusta de calefacció, indispensable per a la cuina, així com un complement apreciable d'alimentació gràcies als fruits i als petits animals que albergaven.
Es troben més freqüentment a partir del segle xvi. Es feien servir per tancar un terreny i delimitar la propietat; però també per impedir als altres camperols venir a alimentar als seus bestiars en les pastures que delimiten. A partir del segle xviii, amb la voluntat del desenvolupament dels pobles, la instauració de tanques es va intensificar progressivament per donar la tradició del clos amb esbarzers, saüc, o solament de branques entrellaçades (Tanca morta o sec, el que es fa d'espines o altres llenyes entrellaçades) amb el que es va treballar el paisatge rural fins a la revolució industrial.

## Avantatges
La tanca de bardissa, i, en particular, les xarxes de tanques vives constituïdes d'espècies autòctones adaptades als ecosistemes presenten nombrosos interessos pels cultius i més generalment sobre el medi ambient. Els agricultors apreciaven abans la seva capacitat per delimitar les parcel·les, proporcionant fusta de calefacció i perxes, protegint al mateix temps els cultius del vent i l'erosió, albergant al bestiar i servint de refugi a nombroses espècies útils com a auxiliars de l'agricultura.

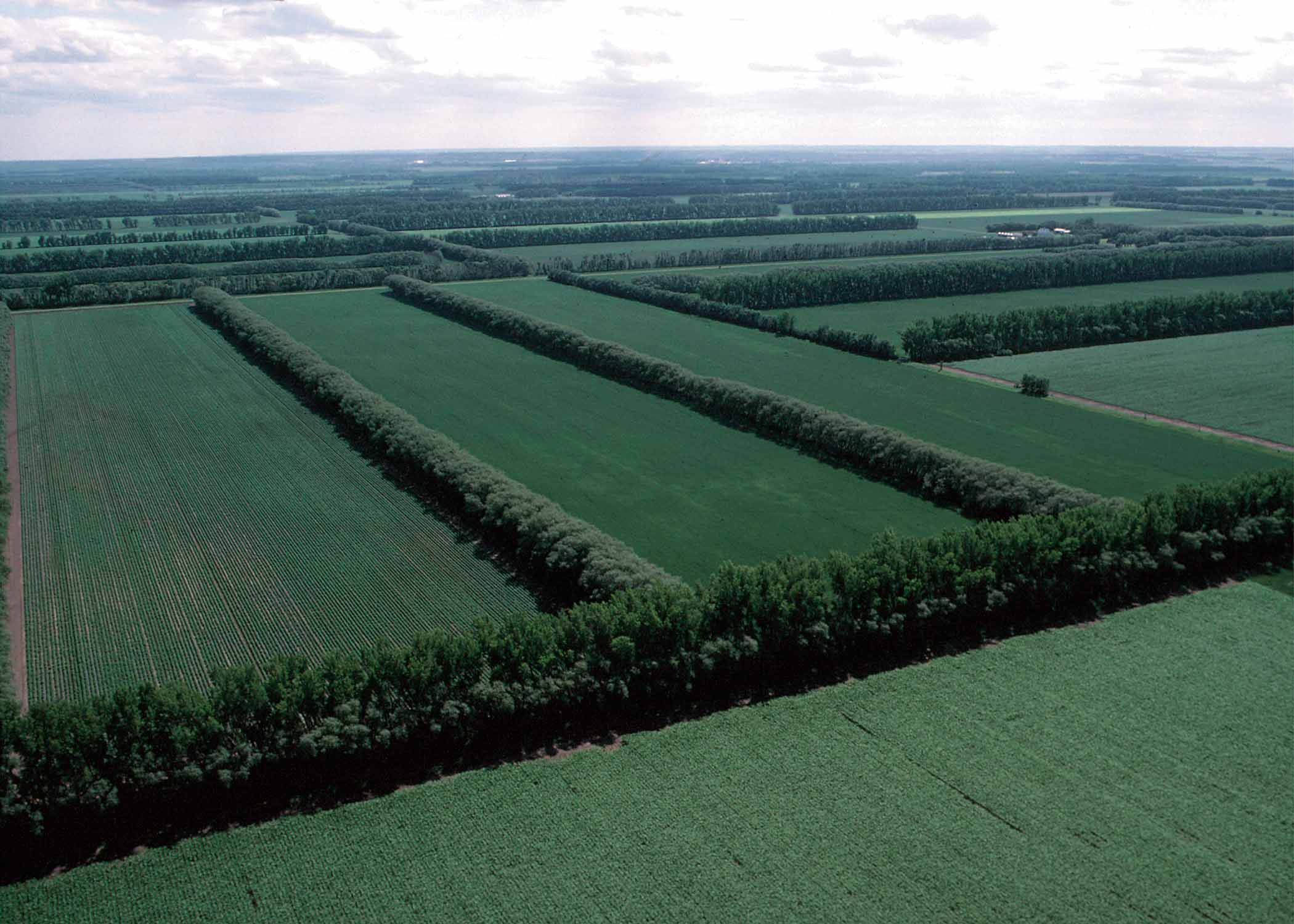
Tanca d'arbres que actuen com a tallavents de terrenys de cultiu.

### Regulació climàtica
La tanca exerceix un paper de regulador microclimático: a l'estiu, ofereix l'ombra, i la seva evapotranspiració augmenta la sensació de frescor i la formació més duradora de rosada. La nit i a l'hivern, ofereix una protecció contra els vents freds. L'horta, el jardí o la casa es troben protegits dels cops dels vents violents. La moderació microclimática pot ser de +/- 5 °C al refugi d'una tanca viva i suficientment dens però no segella al vent. Darrere d'una "paret vegetal" composta per exemple de coníferes exòtiques en tanca densa (thuyas, xiprers...), el vent xoca amb l'obstacle i la impressió de fred pot augmentar a causa de les turbulències que originen. Aquestes tanques són d'altra banda més sensibles a les tempestes. De la primavera en la tardor, en clima moderat, la tanca natural té un efecte tampó, recull la calor per retornar-ho progressivament.

### Regulació hidràulica i protecció dels sòls
En afavorir la infiltració de l'aigua al llarg els seus d'acanalada que desembussen té ventilen els sòls, la tanca contribueix a millorar l'alimentació d'aqüífers subterranis i a limitar alhora els riscos i efectes dels fenòmens de sequeres/inundacions a més, retarda molt l'erosió eòlica o hídrica (resplendor) dels sòls.

### Conservació de labiodiversitat
En el context actual de forta reducció de la biodiversitat, la tanca contribueix a preservar el que pugues encara ser-ho, en particular, gràcies a les seves funcions de punts de recollida dels ecosistemes subjectes a una fragmentació creixent. Les xarxes de tanques vives formen corredors ecològics que permeten connectar llocs enselvados o sistemes de bogues o clars útils o necessaris per al desenvolupament dels cicles biològics de la fauna: llocs de cria, descans, hibernació, de reproducció, etc a més, les tanques establertes en afavorir les espècies locals i genèticament diversificats participen en la conservació de la diversitat genètica. A més la biodiversitat requerint d'una determinada complexitat dels ecosistemes, la tanca, en crear zones a l'ombra o al sol, més seca o més humits o més frescos, els sòls menys emplenats, etc oferta a un gran nombre d'espècies el mínim de complexitat ecològica necessari per a la seva supervivència. Per augmentar encara el potencial ecològic de la tanca, es poden introduir i/o conservar arbres senescentes, arbres de secs i de llenya amb la finalitat d'oferir als insectes xilófagos el menjar i l'hàbitat dels quals tenen necessitat i als ocells i mamífers cavernícolas els refugis i el menjar que els són vitals.

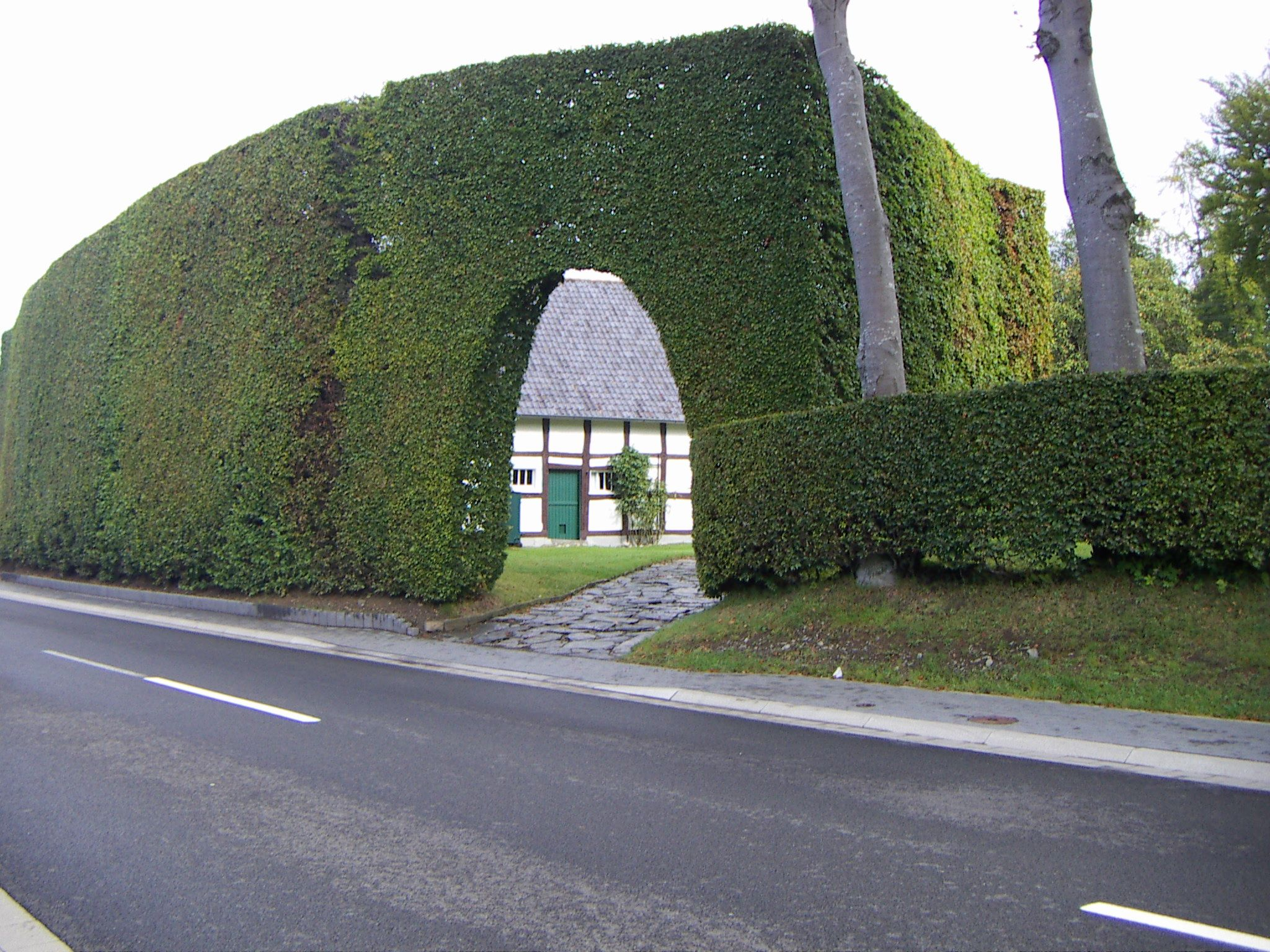
Tanca de protecció viva al voltant d'un habitatge en Monschau.

### Protecció visual i de la intimitat
Una tanca ben proporcionada pot ser molt eficaç per preservar una propietat de la mirada dels veïns, o de la vista d'una carretera o d'un paisatge poc interessant.

### Conservació del paisatge silvestre
S'amenaça cada vegada més el paisatge silvestre. Les tanques representen, respecte a una política productivista, una superfície agrícola no explotada. És doncs freqüent que siguin arrasades sense un altre impediment que un possible plet. Al replantar les tanques, i en intentar reconstruir una xarxa, es contribueix eficaçment al manteniment d'aquest paisatge tradicional de les campiñas.

### Valorització del paisatge
Una tanca ben pensada confereix al terreny un potencial estètic no menyspreable. En establir arbres amb flors, amb bayas o caducifolis, es pot apreciar, en cada temporada, una nova paleta de color. A més, algunes espècies són especialment oloroses, lligabosc per exemple, li donarà un toc agradablement perfumat a la tanca. La presència de tanques origina un intens enriquiment de l'experiència del paisatge, doncs ells contribueixen a tibar la dualitat entre recer i desplegament visual. Aquesta mateixa dualitat es manifesta com un dipol perceptiu en els paisatges, establert entre un paisatge de proximitat (el que acompanya al paseante, compost per les vores del camí, els closos, ribazos, cunetes, tanques verdes i altres elements situats en el primer pla visual) i un paisatge de fons (compost pels fons escènics, les fugides visuals cap a la llunyania). Això ofereix un dels ingredients del plaure paisatgístic: un emmascarament dinàmic que permet combinar el veure amb el ser invisible, en proporcions variables; una percepció lliscant que recorre diverses escales.
La importància simbòlica de les galeries arbòries queda plasmada en nombrosos textos descriptius, que ponderen el seu encant i amenidad. Ja en el Madoz (1845-1850), per exemple, és valorat així el vedat de Chote, en Santa Marta de Tera (Zamora): «Està poblat de freixes i immediat al cristal·lí Tera: l'arbrat forma amb el teixit dels seus pomposas branques un tendal impenetrable als rajos del sol, que proporciona en l'estiu un llarg i deleitoso passeig». Les vores de rierol exerceixen una funció crucial, actualment molt minvada a causa de la degradació general d'aquests. Les riberes arboladas posen un motiu central en el paisatge; introdueixen una nota diferenciada en color, en verticalitat; proposen un tema de connexió, ondat i azaroso, sobre la cada dia més monòtona reticle de les labranzas. Adquireix importància la reivindicació d'aquests elements constitutius de bocage en el paisatge rural espanyol, dins d'una estratègia general de diversificació.

### Produccions útils a les persones
Les tanques aporten fruites i baies (gerds, groselles, mores, etc), són font també de plantes medicinals. Els productes que ofereixen llenya i els residus poden ser compostats.

## Exemples
Alguns exemples de "Tanques vives"

Detalles
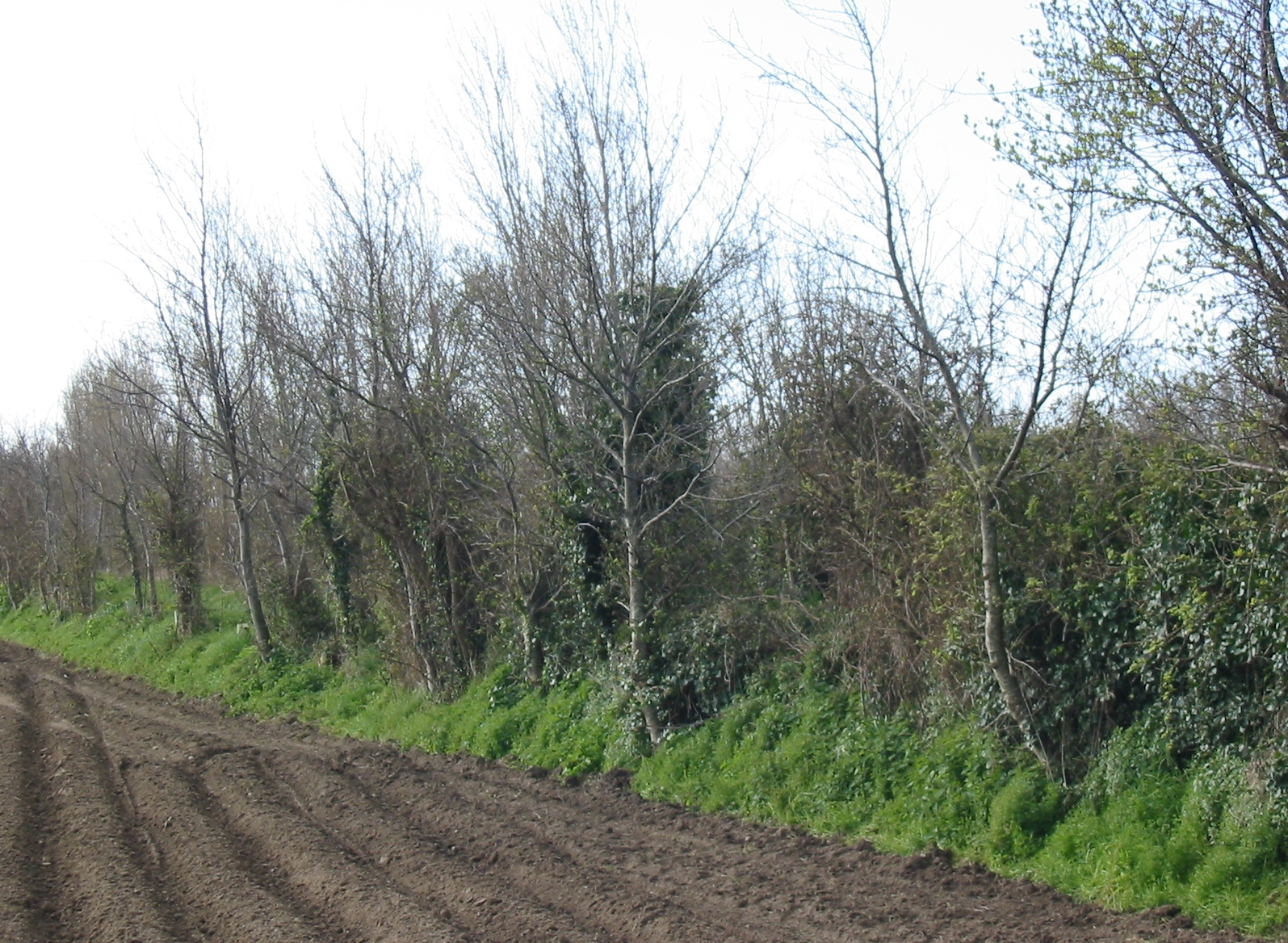
Tanca al costat d'un terreny de cultiu a Jersey, Regne Unit.
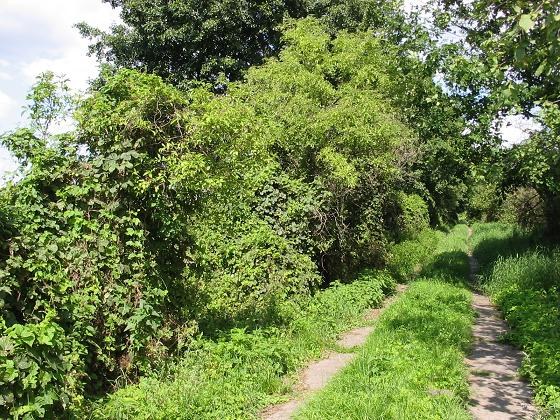
Tanca en un camí rural en Stangenhagen, Brandenburg.
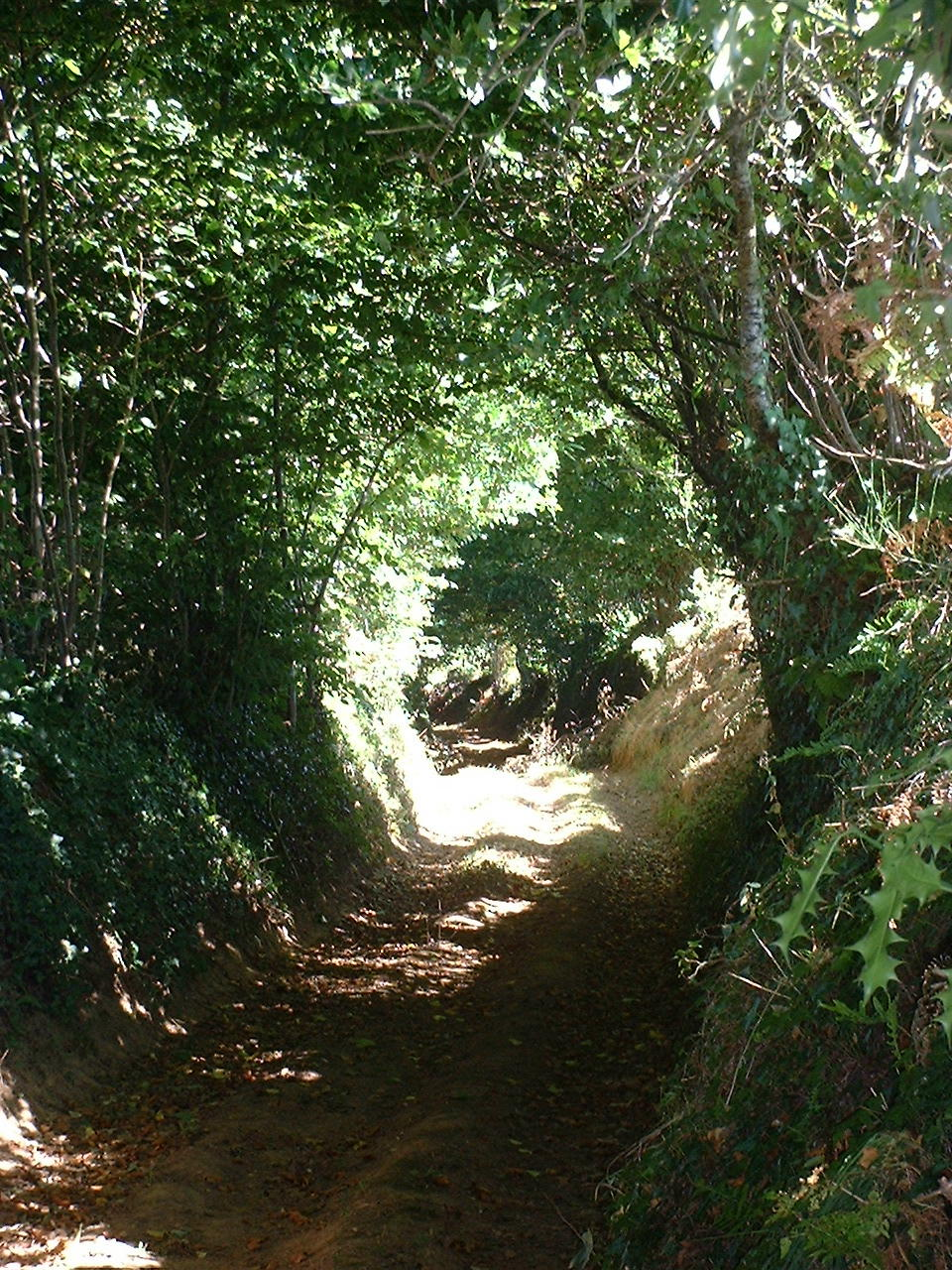
Tanca seguint el traçat d'un antic camí rural en Saint-Bômer-els-Forges (Orne, França).
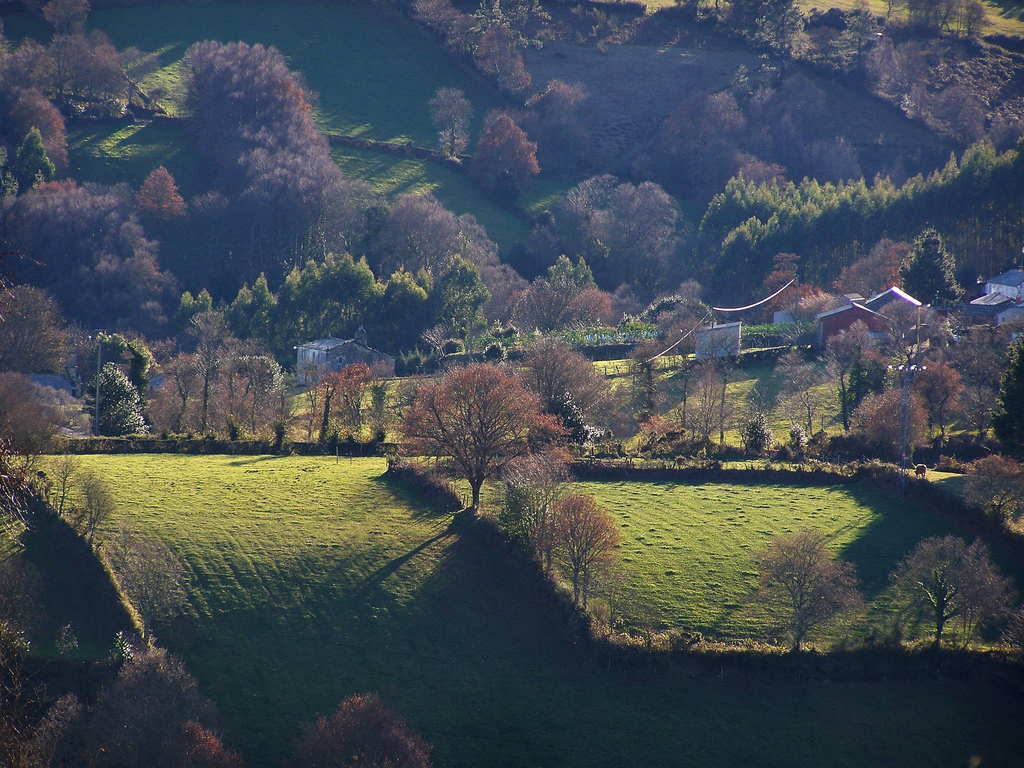
Tanques de pedres i arbres en la parròquia de Llaurada, en el consell de Abadín a Lugo (Galícia).